# DoNotTrackMe

DoNotTrackMe (en abrégé DNTMe ; autrefois connu sous le nom de Do Not Track Plus ou DNT +) est module d'extension pour navigateur web gratuit et libre développé par Abine, une société spécialisée dans la protection de la vie privée dont le siège social est à Boston (Massachusetts, États-Unis) qui est accrédité par le Better Business Bureau. DoNotTrackMe  a été introduit, pour Firefox, en mars 2011. Des versions du module sont maintenant disponibles pour Mozilla Firefox, Google Chrome, Safari, Opera et Internet Explorer.
Le but de ce module d'extension est d'arrêter de nombreuses entreprises (Abine affirme que ces entreprises sont au nombre de plus de 600) qui suivent les internautes lors de leur navigation sur Internet. Le module a reçu des commentaires favorables de Business Insider et CNET. DoNotTrackMe bloque les entreprises qui suivent les internautes, le suivi étant défini comme une tentative par une page web d'obtenir du navigateur de l'internaute des informations sur les habitudes de navigations de l'internaute. De tels suivis sont faits par des entreprises comme les régies publicitaires, Facebook et Google Analytics pour connaître les intérêts des internautes dans le but d'en tirer des bénéfices comme en en augmentant leur taux de clics grâce à de la publicité ciblée.
Des articles sur DoNotTrackMe ont été publiés dans PC Magazine, Forbes, The Wall Street Journal et CNN. En février 2013, la société Abine a indiqué que son module d'extension avait été téléchargé 1,5 million de fois.
En octobre 2013, Abine a indiqué qu'elle ne pouvait pas développer du module pour les téléphones intelligents et les tablettes en raison de contraintes techniques.[réf. nécessaire]